# Сорокин, Владимир Павлович
Влади́мир Па́влович Соро́кин (род. 25 мая 1991, Челябинск) — российский и киргизский хоккеист, нападающий. В данный момент Тренер.

## Биография
Владимир Сорокин родился 25 мая 1991 года в Челябинске.
Воспитанник челябинского «Мечела».
Начал карьеру в первой лиге в челябинском «Мечеле-2», за который в сезонах-2006/2007 и 2008/2009 провёл 12 матчей. В сезоне-2009/2010 выступал за челябинский «Сигнал», в 37 матчах набрал 4 (2+2) очка.
В сезоне-2010/2011 выступал в Кыргызстане за «Горняк» из Ак-Тюза.
Вошёл в состав сборной Кыргызстана по хоккею с шайбой на зимних Азиатских играх и стал победителем второго по силе премьер-дивизиона. Играл на позиции нападающего, провёл 6 матчей, набрал 10 (2+8) очков, забросив по шайбе в ворота сборных Монголии и Малайзии.
Оставшуюся часть карьеры провёл в третьей и четвёртой лигах чемпионата Франции. В 2011—2015 годах выступал за «Роан», в 2015-2016 годах — за «Марсель».
С 2019 года Главный Тренер ХК "Легион" Алматы, Казахстан. Единственный не коммерческий клуб в г.Алматы. В тандеме с Пучеглазовым Александром Владимировичем (Воспитанником Усть-Каменогорской школы хоккея) тренируют и воспитывают профессиональных спортсменов.

## Семья
Брат-близнец Сергей Сорокин (род. 1991) также занимался хоккеем с шайбой и вместе с Владимиром играл за «Мечел-2», «Сигнал», «Горняк», «Роан» и сборную Кыргызстана.